# Hayesia
Hayesia is een geslacht van vlinders van de familie visstaartjes (Nolidae), uit de onderfamilie Chloephorinae.

## Soorten
- H. albescens Dognin, 1911
- H. delaia Schaus, 1911
- H. grisella Schaus, 1904
- H. griseola Hampson, 1918